# Контроллер зоны H.323
Контроллер зоны H.323, или гейткипер H.323, или привратник (англ. H.323 Gatekeeper) — устройство или программа в сети IP-телефонии по стандарту H.323, которое выступает в качестве центра обработки вызовов внутри своей зоны и выполняет важнейшие функции управления вызовами. Зона в сети H.323 определяется как совокупность всех терминалов, шлюзов и устройства управления конференциями (MCU) под управлением данного контроллера зоны.
Устройства IP-телефонии по стандарту H.323 могут быть связаны друг с другом напрямую и иметь выход в другую телефонную сеть напрямую через VoIP-шлюз. Поэтому, контроллер зоны — необязательный компонент сети H.323, однако, если он присутствует в сети, то терминалы и шлюзы должны использовать его услуги.
Разные участки зоны сети H.323 могут быть территориально разнесены и соединяться друг с другом через маршрутизаторы.
Основным протоколом, который использует контроллер зоны является H.225.

## Основные функции
- Трансляция адресов — Преобразование внутренних адресов ЛВС и телефонных номеров формата E.164 в адреса протоколов IP/IPX
- Управление доступом — Авторизация доступа в H.323 сеть для пользователей при помощи RAS
- Управление полосой пропускания — Разрешение или запрещение запрашиваемой терминалом полосы пропускания
- Маршрутизация сигнальных сообщений между терминалами, расположенными в одной зоне; привратник может организовывать сигнальный канал непосредственно между терминалами или ретранслировать сигнальные сообщения от одного терминала к другому.

## Дополнительные функции
- Управление процессом установления соединения — При двусторонней конференции привратник способен обрабатывать служебные сообщения протокола сигнализации Q.931, а также может служить ретранслятором таких сообщений от конечных точек
- Авторизация соединения — Допускается отклонение привратником запроса на установление соединения. Основания — ограничение прав или времени доступа, и иные, лежащие вне рамок H.323
- Управление вызовами — Привратник может отслеживать состояние всех активных соединений, что позволяет управлять вызовами, обеспечивая выделение необходимой полосы пропускания и баланс загрузки сетевых ресурсов за счёт переадресации вызовов на другие терминалы и шлюзы

## Типовой обмен сообщениями в рамках вызовов
Рассмотрим схему, когда есть два телефонных устройства (терминалы) с номерами 1234 и 1123, работающие в сети, обслуживаемые контроллером зоны H.323 (привратником).
```
   | |                           |  |
Терминал A                    Терминал Б
  1234                           1123
```

1. Пользователь терминал A набирает номер 1123.
2. Терминал A отправляет запрос ARQ (Admission Request) контроллеру зоны H.323, т.е. привратнику.
3. Привратник отвечает ACF (Admission Confirmation) с IP-адресом терминала Б.
4. Терминал A отправляет сообщение Q.931 SETUP терминалу Б.
5. Терминал Б отправляет контроллеру зоны H.323 сообщение ARQ, испрашивая возможности ответить на вызов.
6. Привратник отвечает сообщение ACF с IP-адресом терминала А.
7. Терминал Б отвечает от отправление сообщения Q.931 по процессу установления вызова терминалу A.
8. Оба терминала отправляют сообщение IRR (Information Request Response) привратнику.
9. Любой терминал завершает вызов, отправляя привратнику сообщение DRQ (Disconnect Request) .
10. Контроллер зоны отправляет в ответ DCF (Disconnect Confirmation) обоим терминалам.

Привратник позволяет устанавливать вызовы либо напрямую между конечными точками (модель прямой конечной точки - Direct Endpoint Model), либо маршрутизировать сигнализацию вызова через себя (модель маршрутизации через привратника - Gatekeeper Routed Model).

## Реализации
- GNU GateKeeper — свободный гейткипер
- Софтсвич — сочетает в себе множество функций технологии VoIP, в том числе функции привратника. Наиболее популярные примеры: Asterisk, MVTS от компании MERA Systems и РТУ производства МФИ Софт / SwitchRay